# 6938 Сонятерк
6938 Сонятерк (6938 Soniaterk) — астероїд головного поясу, відкритий 25 вересня 1973 року.
Тіссеранів параметр щодо Юпітера — 3,229.